# Wilhelm Bauche

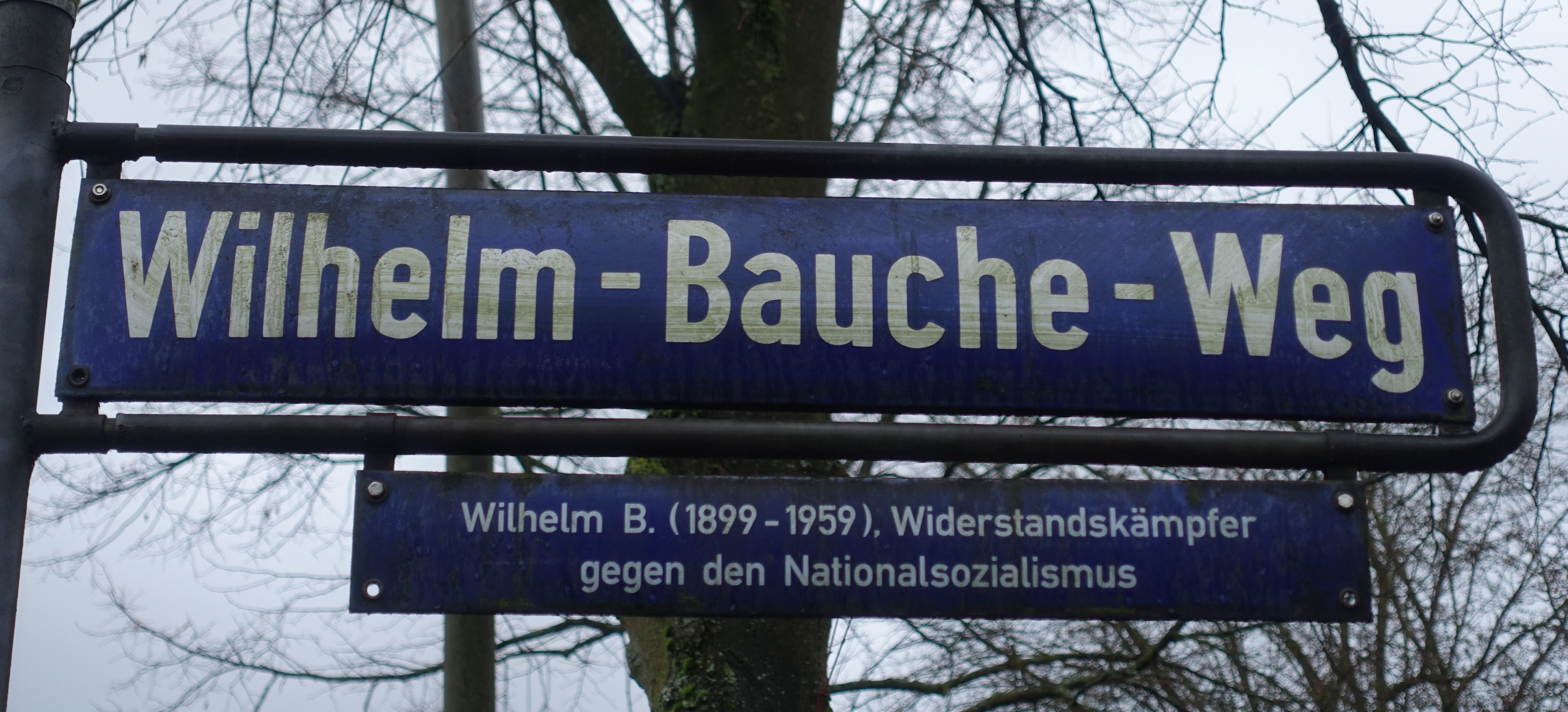
Straßenschild zu Wilhelm Bauche in Hamburg-Poppenbüttel

Adolf Max Wilhelm Bauche (* 20. Oktober 1899 in Lübeck; † 29. Juli 1959 in Hamburg) war ein deutscher Grafiker, Kulturfunktionär und Widerstandskämpfer gegen den Nationalsozialismus.

## Ausbildung und beruflicher Erfolg
Wilhelm Bauche war das jüngste von vier Kindern von Carl August Bauche. Sein Vater arbeitete als Beamter bei der Lübeck-Büchener Eisenbahn und leitete bis Ende der Berufslaufbahn den Güterbahnhof in Wandsbek. Alle seine Geschwister wurden Lehrer. Wilhelm Bauche besuchte das Johanneum zu Lübeck, das er 1916 mit der Primarreife verließ. Bereits zuvor hatte er Unterricht in Malerei und grafischer Technik in der Kunstschule von Willibald Leo von Lütgendorff-Leinburg erhalten. Während des Ersten Weltkriegs leistete er ab 1917 Kriegsdienst. Er kämpfte als Feldartillerist in Frankreich, wo er verwundet und für seine Tapferkeit ausgezeichnet wurde.
Nach Kriegsende ging er nach Hamburg. Hier studierte er ab Januar 1919 Malerei, Grafik und Kunstgeschichte an der Kunstgewerbeschule. Zu den Lehrern, die einen besonderen Einfluss auf ihn hatten, zählten Carl Otto Czeschka und Wilhelm Niemeyer. Als Anhänger der Demokratie beteiligte er sich in der Studentenvertretung, deren Anschluss an den Reichsbund deutscher Kunsthochschüler er 1921 erreichte. Als mehrjähriges Vorstandsmitglied organisierte er 1922 den 1. Internationalen Kongress der Studierenden an europäischen Kunstakademien, der in Hamburg mit einer begleitenden Ausstellung in der Hamburger Kunsthalle stattfand. Von 1921 bis 1926 half er bei der Ausstattung von Künstlerfesten im Curiohaus, dessen Kommission er als ständiges Mitglied angehörte.
Ab 1924 arbeitete Bauche als qualifiziertes Mitglied des Bundes deutscher Gebrauchsgraphiker als selbstständiger Grafiker. Außerdem gab er Unterricht in Kunstgeschichte und Zeichnen, so am staatlich anerkannten Hagemann-Mensendieck-Gymnasium-Seminar und an der Hamburger Volkshochschule. 1926 heiratete er die Gymnastiklehrerin Gertrud Mendel, die eine Tochter des Hamburger Senators Max Mendel war und gerade die Diplomprüfung bestanden hatte. Das Ehepaar bezog eine große Wohnung in Borgfelde, wo Gertrud Mendel ein eigenes Lehrinstitut gründete. Zwei Jahre nach der Hochzeit kam ein gemeinsamer Sohn zur Welt.
Wilhelm Bauche hatte ein enges Verhältnis zu seinem Schwiegervater Max Mendel. Dieser saß im Aufsichtsrat des Konsum-, Bau- und Sparvereins „Produktion“ und gab bei seinem Schwiegersohn anfangs Plakate und Illustrationen für die „Produktion“ in Auftrag. Außerdem vermittelte er Mitarbeit an Aktionen der Hamburger Arbeiterbildung. Bauche selbst gestaltete gemeinsam mit zahlreichen anderen Künstlern ein Marionettentheater im Hamburger Gewerkschaftshaus, das in der Vorweihnachtszeit Märchen und Sagen zeigte. Gemeinsam mit H. C. B. Sommer schrieb Bauche ein Drehbuch für den Zeichentrickfilm Film vom Marxismus – Des Geistes Werk, der 1931 auf dem Parteitag der SPD, der Bauche seit 1926 angehörte, gezeigt wurde. Von 1930 bis 1932 verfassten die befreundeten Autoren die Bilderkalender Gesellschaft und Wirtschaft, die im Verlag E. Laub in Berlin erschienen.

## Zeit des Nationalsozialismus
Während der Zeit des Nationalsozialismus änderten sich Bauches Arbeits- und Lebensumstände deutlich. Für einige Zeit lehrte er nur an der Hagemann-Schule und führte in der Vorweihnachtszeit Marionettenspiele im Schaufenster des Karstadt-Kaufhauses in Hamburg-Barmbek auf. In seiner Wohnung in Hamm gab er ehemaligen Mitgliedern der Sozialistischen Arbeiterjugend Kunstunterricht. Bauche beteiligte sich an der illegalen sozialdemokratischen Stadtteilorganisation, gegen die die Gestapo im Herbst 1935 vorging. Nach seiner Festnahme am 2. November 1935 sprach das Hanseatische Oberlandesgericht am 27. Februar 1936 eine 33-monatige Haftstrafe gegen Bauche aufgrund der „Vorbereitung zum Hochverrat“ aus. Bei Haftende galt er als „wehrunwürdig“; berufliche Tätigkeiten in Kunst und Lehre durfte er nicht mehr ausüben. Für den Unterhalt der Familie sorgte alleine das Gymnastik-Institut Gertrud Bauches.
Da Gertrud Bauche jüdischen Glaubens war, durfte sie ihr Institut nach der Reichspogromnacht nicht weiter betreiben. Die Eheleute beabsichtigten zu emigrieren, hatten hierfür jedoch nicht die notwendigen finanziellen Mittel. Bauche erwarb im Selbststudium Kenntnisse als Bilanzbuchhalter und erhielt, vermittelt von Freunden, eine entsprechende Stelle beim Hamburger Fruchtimport. Gertrud Bauche wurde 1941 zur Zwangsarbeit in der Abfallentsorgung herangezogen. Die Familie überlebte die Operation Gomorrha knapp, verlor jedoch die Wohnung und sämtlichen Besitz. Dazu gehörten von Bauche geschaffene und andere gesammelte Kunstwerke sowie eine umfangreiche Bibliothek. Freunde vermittelten den Bauches eine Kleingartenlaube in Bergstedt, in der sie drei Jahre zur Miete lebten. Da er als „jüdisch versippt“ galt, musste Bauche ab August 1944 zwangsweise im Hamburger Aufräumungsamt arbeiten.

## Beruflicher Neubeginn
Nach Ende des Zweiten Weltkriegs engagierte sich Bauche sofort wieder politisch. Er versuchte zunächst, die Freien Sozialistischen Gewerkschaften wieder aufzubauen und beteiligte sich am Komitee ehemaliger politischer Gefangener. Im Rahmen von Konflikten über Konsequenzen aus dem Dritten Reich und dem Krieg trat Bauche mit Unterstützung seiner Frau zur KPD über, für die er unter anderem am Bergstedter Ortsausschuss teilnahm. In Hamburg leitete er den „Ausschuss Bildende Kunst zur Ausschaltung von Nationalsozialisten“ und übernahm bei der Neugründung des Bundes deutscher Gebrauchsgraphiker eine führende Position. Da er keine passenden Räumlichkeiten, keine geeigneten Utensilien und zu wenig Beziehungen hatte, gelang ihm kein dauerhaft erfolgreicher beruflicher Wiedereinstieg. 1949 erarbeitete er für den Hamburger Union-Verlag einen weiteren Bildkalender der Gesellschaft und Wirtschaft. Weitere geplante Publikationen konnte er aufgrund fehlender finanzieller Mittel nicht realisieren. Von ihm verfasste Kritiken zu Theater und Kunst machten Bauche ausreichend bekannt, um von 1949 bis 1950 die Kulturredaktion der Hamburger Volkszeitung leiten zu können. Während der Wahlperiode 1949 bis 1953 repräsentierte er die KPD in der Hamburger Kulturbehörde.
Bei Gründung des Demokratischen Kulturbund Deutschlands 1951 gehörte Bauche dessen Bundesvorstand an und erhielt eine hauptamtliche Stelle als Landessekretär. Er setzte sich insbesondere für Kontakte zwischen bildenden Künstlern der Bundesrepublik Deutschland und der DDR ein. Bauche warb für eine Beteiligung an der dritten Kunstausstellung der DDR, die 1953 in Dresden stattfand. Er redigierte maßgeblich die vom Progress-Verlag in Düsseldorf herausgegebene Zeitschrift Von Atelier zu Atelier. 1953 übernahm er die Leitung der Sektion „Bildende Kunst“ des von Karl Saller geleiteten Deutschen Kulturtages, der gesamtdeutsche Begegnungen fördern wollte. Nach dem Verbot des Demokratischen Kulturbundes in Nordrhein-Westfalen wurde Bauche dessen Bundessekretär. Er war als Nachfolger für den durch Verfolgung schwerkranken Johann Fladung vorgesehen, verstarb allerdings kurz zuvor plötzlich.
Bauche starb Ende Juli 1959 überraschend an einem Herzinfarkt. Sein Grab befindet sich auf dem Ohlsdorfer Friedhof (Grablage BX 66-138, nördlich von Kapelle 11). 
Sein Sohn ist der Kulturhistoriker und Volkskundler Prof. Dr. Ulrich Bauche (1928–2020).

## Ehrung
Seit 1984 trägt der Wilhelm-Bauche-Weg in Poppenbüttel den Namen des ehemaligen Widerstandskämpfers.